# Auve
 Auve  es una comuna y población de Francia, en la región de Champaña-Ardenas, departamento de Marne, en el distrito de Sainte-Menehould y cantón de Givry-en-Argonne. Está integrada en la Communauté de communes de la Région de Givry-en-Argonne.

## Demografía
| 313 | 285 | 254 | 241 | 229 | 219 |
| Para los censos de 1962 a 1999 la población legal corresponde a la población sin duplicidades (Fuente: INSEE [Consultar]) |     |     |     |     |     |